# جین آردن
جین آردن (انگلیسی: Jane Aren؛ ۲۹ اکتبر ۱۹۲۷ – ۲۰ دسامبر ۱۹۸۲) یک هنرپیشه، کارگردان، و ترانه‌سرای اهل بریتانیا بود. از فیلم‌های وی می‌توان به فیلم جدایی اشاره کرد.